# スイスビートボックス
スイスビートボックス（英語: Swissbeatbox、SBX）は、スイスで創設された世界最大規模のヒューマンビートボックスコミュニティである。ビートボックス大会の規模としては世界最大のグランド・ビートボックス・バトルなど、数多くの大会やイベントを企画・運営している。